# Humble Island
Humble Island (von englisch humble ‚bescheiden, ärmlich, einfach‘) ist eine kleine und felsige Insel im westantarktischen Palmer-Archipel. Im Arthur Harbour an der Südwestküste der Anvers-Insel liegt sie 600 m südöstlich des Norsel Point.
Der Falkland Islands Dependencies Survey nahm 1955 Vermessungen der Insel vor. Das UK Antarctic Place-Names Committee benannte sie 1956 so, weil sie zwischen Litchfield Island und der Südküste der Anvers-Insel nicht sonderlich in Erscheinung tritt.